# Basilianus aequalis
Basilianus aequalis is een keversoort uit de familie Passalidae. De wetenschappelijke naam van de soort is voor het eerst geldig gepubliceerd in 1918 door Gravely.